# Ice Ages
Ice Ages es una banda austriaca de dark electro / industrial darkwave firmada con Napalm Records .  La banda es una banda de un solo hombre formada por Richard Lederer de Summoning y Die Verbannten Kinder Evas . Richard Lederer comenzó Ice Ages en 1997 con su álbum debut Strike the Ground . Desde el lanzamiento del primer álbum de Ice Ages, hubo retrasos significativos antes de que se lanzaran los tres álbumes siguientes. Después de un retraso de tres años, The Killing Emptiness fue lanzado a través de Napalm Records en 2000 y, después de ocho años más, Buried Silence fue lanzado en 2008. En 2019, se lanzó Nullify .

## Alineación
- Richard Lederer - todos los instrumentos

## Discografía

### Álbumes de estudio
- Golpea el suelo (1997)
- Este vacío asesino (2000)
- Silencio enterrado (2008)
- Anular (2019)
- Ambiente de desprecio (2021)

## enlaces externos
- Sitio web oficial

- Datos: Q1168370